# Per Arne Aglert
Per Arne Aglert, född 6 september 1920 i Linköping, död 20 november 2002 i Uppsala, var en svensk pastor och politiker (folkpartist). 
Per Arne Aglert, som var son till en pastor och lantbrukare, blev tidigt aktiv i Svenska Baptistsamfundet och var pastor i Jönköpings baptistförsamling 1945–1957 samt i Uppsala 1957–1967. Han var därefter generalsekreterare för Sveriges frikyrkoråd 1967–1981 och kommunalråd i Uppsala 1981–1983.
Han var ersättare i riksdagen för Uppsala läns valkrets kortare perioder 1980 och 1984 samt riksdagsledamot i samma valkrets 1985–1988. I riksdagen var han bland annat ledamot i socialutskottet 1985–1988. Han var främst engagerad i sociala och kyrkliga frågor. Per Arne Aglert är begravd på Rättviks kyrkogård.